# Agilent Technologies
Agilent Technologies este o companie care produce soluții WiMAX, Triple Play, soluții de proiectare petru software, soluții de telecomunicații și soluții wireless.
Înainte de a fi companie independentă, Agilent a fost divizia Test & Measurement a concernului Hewlett-Packard.